# Ciurea (okręg Jassy)
Ciurea – wieś w Rumunii, w okręgu Jassy, w gminie Ciurea. W 2011 roku liczyła 2403 mieszkańców.